# プライバシーテック
株式会社プライバシーテック (PrivacyTech Inc.) は、AI開発・パーソナルデータ活用を行う企業向けに、PIA（プライバシー影響評価）・DPIA（データ保護影響評価）のシステム・コンサルティングを提供するBtoB、BPaaSのスタートアップ企業。

## 概要
2019年8月に表面化したリクナビの不祥事「DMPフォロー問題」への対処として、「プライバシーセンター」の編集責任者や、社内教育啓発等のプライバシーガバナンスの構築・運用の経験とノウハウをもとに、山下大介によって設立。
大阪大学社会技術共創センター（ELSIセンター）との連携や、位置情報データビジネスを行う企業が参画する一般社団法人LBMA Japanとの共同事業等を通じて、AIやデータの社会実装を前提とした、プライバシーガバナンスを手掛けている。

## 沿革
- 2022年1月　東京都千代田区にて創業